# 渕上舞 (アイドル)
渕上 舞（ふちがみ まい、1996年〈平成8年〉9月21日 - ）は、日本のアイドルであり、女性アイドルグループHKT48チームHのメンバーである。
福岡県出身。サンミュージックプロダクション所属。

## 略歴
2012年6月、HKT48の第2期生オーディションに応募し、同年9月23日、HKT48劇場で行われた『HKT48 チームH 1st Stage「手をつなぎながら」』公演においてHKT48第2期研究生のうちの一人としてお披露目された。
2013年3月20日、HKT48のファーストシングル『スキ!スキ!スキップ!』がリリースされ、田島芽瑠、朝長美桜と共にシングル表題曲に参加する研究生メンバーとして初選抜を果たす。
2014年1月10日、『HKT48九州7県ツアー～可愛い子には旅をさせよ～』の大分・iichikoグランシアタ公演で発表された“クラス替え”において、研究生から新設されたチームKIVメンバーに昇格。同年5月8日よりチームKIVとしての劇場公演を開始した。
2015年6月6日に発表された『AKB48 41stシングル 選抜総選挙』では31位にランクインし、アンダーガールズ入りを果たす。この総選挙の速報順位で15位に入った際、同郷の声優である渕上舞と同姓同名だったことから、声優側が「私はHKT48の渕上舞ちゃんとは別人だよ」と説明する事態になった。その後2021年1月31日、「5年前の総選挙のお礼をずっとお伝えしたくて…、遅くなりましたが、フォローさせていただきました。」と声優側に感謝のフォローを伝えている。
2021年3月7日、2期生を中心とした派生ユニット「R24」の『博多リフレッシュ』公演で劇場公演出演800回を達成。同年10月28日、R24「博多リフレッシュ」公演の最後のサプライズで、同年11月1日より芸能事務所「サンミュージックプロダクション」に所属することを発表した。
2022年7月19日、体調不良により活動休止。同年8月19日、HKT48公式サイトおよび所属事務所が活動再開を発表。
2023年1月17日、体調不良のため芸能活動を休止し療養に専念することを発表。10月18日、活動再開を発表。
2025年5月21日、体調不良により、すべての活動を休止し、休養することが発表された。

## 人物
- 愛称はまいちゃん」。
- 家族構成は父親と姉が2人。母親は、渕上が小学生の頃に他界している。父親がいたので経済的には困ることはなかったが、2人の姉が母親代わりだったという。
- 幼少期からアイドルが好きで、憧れの存在として、AKB48の柏木由紀を挙げている。
- 子供の頃から音楽好きで、ピアノを11年間、合唱を7年間習う[16]。
- 福岡ソフトバンクホークスの大ファンで、2018年4月25日に福岡ヤフオク!ドームで行われた、ソフトバンク対西武戦の始球式に登板し「コンサートや総選挙よりも緊張した」と感想を述べている[17]。本人曰く、プライベートでも何度も訪れていることを明らかにしている。
- でんぱ組.incの鹿目凛と同じ生年月日である。

### HKT48
- キャッチフレーズは「今日のお天気は私にお任せ！あなたの心をいつもポカポカ陽気にします。渕上舞です。」
- 優しい声と落ち着いた口調から、「博多の眠り姫」と呼ばれる[18]。
- HKT48同期の坂口理子と仲が良く、2人のコンビは「りこまい」と呼ばれていた[19]。坂口とは、福岡ソフトバンクホークスのファンである共通点もある。渕上いわく、AKB48の全国握手会で坂口に会ったことがあり、その後、HKT48のオーディションで坂口に再会したという。

## HKT48での参加楽曲

### シングル
HKT48
- スキ!スキ!スキップ!（2013年3月20日） - EAN 4988005747150。
- お願いヴァレンティヌ（2013年3月20日） - EAN 4988005747150。
- メロンジュース（2013年9月4日） - EAN 4988005779595。
- 桜、みんなで食べた（2014年3月12日） - EAN 4988005814586。
- 君はどうして?（2014年3月12日） - EAN 4988005814586。
- 昔の彼氏のお兄ちゃんとつき合うということ（2014年3月12日）Team KIV名義 - EAN 4988005814593。
- 君のことが好きやけん（2014年3月12日） - EAN 4988005814616。
- 今 君を想う（2014年9月24日） - EAN 4988005837837。
- 夏の前（2014年9月24日）Team KIV名義 - EAN 4988005837844。
- ロックだよ、人生は…（2015年4月22日） - EAN 4988005877222。
- ハワイヘ行こう（2015年4月22日）Team KIV名義 - EAN 4988005877246。
- しぇからしか!（2015年11月25日）HKT48 feat.氣志團名義 - EAN 4988031129203。
- 黄昏のタンデム（2015年11月25日） - EAN 4988031129203。
- 夢見るチームKIV（2015年11月25日）Team KIV名義 - EAN 4988031129210。
- 74億分の1の君へ（2016年4月13日） - EAN 4988031148914。
- 最高かよ（2016年9月7日） - EAN 4988031177365。
- Go Bananas!（2016年9月7日）HKT48 Team KIV名義 - EAN 4988031177389。
- 必然的恋人（2017年2月15日） - EAN 4988031207314。
- HKT48ファミリー（2017年2月15日） - EAN 4988031207406。
- キスは待つしかないのでしょうか?（2017年8月2日） - EAN 4988031235386。
- 早送りカレンダー（2018年5月2日）
- 季節のせいにしたくはない（2018年5月2日）
- 意志（2019年4月10日）
- 誰より手を振ろう（2019年4月10日）
- いつだってそばにいる（2019年4月10日）
- おしゃべりジュークボックス（2020年4月22日）HKT48 栄光のラビリンス選抜2020名義
- 青春の出口（2020年4月22日）
- 君とどこかへ行きたい（2021年5月12日）つばめ選抜名義
- 向日葵の水彩画（2022年6月22日）
- クラクションでI love you !（2023年2月8日）HKT48栄光のラビリンスCM選抜2022名義
- 青春フルスロットル（2023年2月8日）Team H名義
- 待ちやがれ!（2023年12月20日）
- こんな時代に...（2024年9月11日）HKT48 栄光のラビリンス選抜2020名義
- .Lonely subway（2024年9月11日）

AKB48
- 初恋バタフライ （2012年12月5日）HKT48名義 - EAN 4988003429744。
- ウインクは3回（2013年12月11日）HKT48名義 - EAN 4988003445201。
- さよならサーフボード（2015年8月26日）アンダーガールズ名義
- 進化してねえじゃん（2016年8月31日）ネクストガールズ名義
- 止まらない観覧車（2017年3月15日）HKT48名義 - EAN 4988003500689。
- あの頃の五百円玉（2017年5月31日）
- 戸惑ってためらって（2017年8月30日）ネクストガールズ名義
- 君は僕の風（2018年5月30日）AKB48グループ センター試験選抜名義
- 友達じゃないか?（2018年9月19日）ネクストガールズ名義

### アルバム
HKT48名義
- 「092」（2017年12月27日）
  - 人差し指の銃弾
  - 僕らのStand By Me -　「2期生」名義
  - ファンミーティング - 「F24」名義
- 「アウトスタンディング」（2021年12月1日）
  - SNS WORLD - 「栄光のラビリンスCM選抜2021」名義

### 劇場公演ユニット曲
HKT48 研究生「PARTYが始まるよ」公演
- スカート、ひらり
- 星の温度

HKT48 研究生「脳内パラダイス」公演
- MARIA
- 君はペガサス
- 友よ - エレキギター担当

チームKIV 1st Stage「シアターの女神」公演
- 初恋よ こんにちは
- 嵐の夜には
- キャンディー
- ロッカールームボーイ
- 夜風の仕業

ひまわり組 2nd Stage「ただいま恋愛中」公演
- 春が来るまで
- 帰郷

チームKIV 2nd Stage「最終ベルが鳴る」公演
- リターンマッチ
- 初恋泥棒
- ごめんね ジュエル
- おしべとめしべと夜の蝶々

チームKIV 3rd Stage「制服の芽」公演
- 狼とプライド
- 女の子の第六感
- 万華鏡

## 出演

### ラジオ
- HKT48のももち浜女学院（2016年10月8日 - 、RKBラジオ）- 同日放送よりメインパーソナリティー担当
- 渕上舞と渕上舞の“舞 ネーム イズ 渕上！”（2021年5月28日・9月21日・2022年5月28日・9月21日、音泉） - 声優の渕上舞と共演

### テレビドラマ
- 読売新聞・HKT48ドラマスペシャル「ツナガール〜明日にエール〜」（2013年2月2日、福岡放送） - 陸上部後輩 役
- マジすか学園0 木更津乱闘編（2015年11月28日、日本テレビ） - チコク 役[20]

### 舞台
- 舞台「こりゃもてんばい4」（2024年1月30日 - 2月4日、ベイサイドライブホール BY ACTIVE HAKATA）[21]

### その他
- 福岡市消防局
  - 「とつぜんはじまる避難訓練」プロジェクトアンバサダー（2020年9月）[22]
  - 「福岡みんなで防災」プロジェクトアンバサダー（2021年）[23]